# جیمز مکنزی (ورزشکار)
جیمز مکنزی (انگلیسی: James McKenzie; ۱۳ اوت ۱۹۰۳ – ۸ ژانویهٔ ۱۹۳۱) بوکسور اهل بریتانیا بود.